# Мальченко, Иван Сафронович
Иван Сафронович Мальченко (13 августа 1923 года — 17 июля 1999 года) —  сержант, командир орудия батареи 76-миллиметровых пушек 515-го стрелкового полка 134-й стрелковой дивизии 61-го стрелкового корпуса 69-й армии 1-го Белорусского фронта, полный кавалер Ордена Славы (1946).

## Биография
Родился 13 августа 1923 года в селе Екатериновка ныне Марьинского района Донецкой области в крестьянской семье.
Окончил 7 классов в 1939 году, после чего работал в колхозе прицепщиком.
Призван в РККА в 1943 году, с сентября 1943 года находился на фронтах Великой Отечественной войны.
14 января 1945 года ефрейтор Мальченко во время боёв в Польше, будучи заряжающим в расчёте 76-мм пушки 515-го стрелкового полка 134-й стрелковой дивизии 69-й армии 1-го Белорусского фронта, в бою возле населенного пункта Паёнкув вместе с бойцами из орудия прямой наводкой уничтожил две 75-мм пушки, 2 пулемётные точки и сразил более 10 солдат противника. Приказом командира 134-й стрелковой дивизии от 29 января 1945 года награждён орденом Славы 3 степени.
8 марта 1945 года сержант Мальченко, будучи командиром орудия того же полка, в бою к северо-востоку от города Франкфурт-на-Одере уничтожил 3 пулемёта и более отделения вражеской пехоты. Приказом командующего 69-й армией от 2 апреля 1945 года награждён орденом Славы 2-й степени.
20 апреля 1945 года вместе с бойцами расчёта при прорыве обороны противника вблизи населённого пункта Дебберин (Германия) выкатил орудие на прямую наводку и уничтожил 4 пулемёта и более отделения живой силы противника, чем способствовал успешному выполнению боевой задачи. Указом Президиума Верховного Совета СССР от 15 мая 1946 года награждён орденом Славы 1 степени, став полным кавалером Ордена Славы.
В 1947 году демобилизован. После демобилизации жил в Сталино (с 1961 года — Донецк), работал водителем на автобазе.
Умер 17 июля 1999 года. Похоронен в селе Трудовое Марьинского района Донецкой области.